# Talang Balai Baru I
Talang Balai Baru I is een bestuurslaag in het regentschap Ogan Ilir van de provincie Zuid-Sumatra, Indonesië. Talang Balai Baru I telt 2124 inwoners (volkstelling 2010).